# Illusions on a Double Dimple
Illusions on a Double Dimple is een album van de Duitse progressieve rockgroep Triumvirat. Het is het tweede album van de groep en verscheen in 1974. Het album betekende een doorbraak voor de groep, die in Amerika in het voorprogramma speelde van een tournee van Fleetwood Mac en er dit album speelde. Het album haalde in de VS dan ook de 55ste plaats op de Billboard-hitlijsten. Het album werd tussen juni en oktober 1973 opgenomen in de EMI-Electrola Studios in Keulen.

## Tracks
1. "Illusions on a Double Dimple" - 23:25
  - "Flashback" (Fritz/Bathelt) - 0:57
  - "Schooldays" (Fritz/Bathelt) - 3:22
  - "Triangle" (Fritz) - 6:53
  - "Illusions" (Fritz/Bathelt) - 1:42
  - "Dimplicity" (Fritz/Bathelt) - 5:37
  - "Last dance" (Fritz) - 4:53
2. "Mister Ten Percent" - 21:33
  - "Maze" (Fritz) - 3:03
  - "Dawning" (Fritz) - 1:02
  - "Bad Deal" (Fritz/Bathelt) - 1:40
  - "Roundabout" (Fritz) - 5:49
  - "Lucky Girl" (Köllen/Bathelt) - 5:14
  - "Million Dollars" (Fritz/Bathelt) - 4:42

Op de heruitgave van EMI uit 2002 verschenen nog enkele bonusnummers. De eerste twee verschenen eerder samen als single:
1. "Dancer's Delight" - 3:34
2. "Timothy" - 4:10
3. "Dimplicity" (edit) - 3:17
4. "Million Dollars" (edit) - 2:35

## Bezetting
- Hans Bathelt - percussie
- Jürgen Fritz - keyboards, Hammondorgel, Moogsynthesizer, zang
- Helmut Köllen - bas, akoestische gitaar, elektrische gitaar, zang
- Hans Pape - zang, bas. Hij verliet de band tijdens de opnames en werd vervangen door Köllen